# Polisiära ytspaningsstyrkan
Polisiära YtSpaningsStyrkan (PYSS) är en fiktiv polisorganisation i Eoin Colfers böcker om Artemis Fowl och är den del av den underjordiska polisorganisationen. I Artemis Fowl-böckerna får man veta att ordet pyssling kommer från PYSS. Jämför med engelskans Leprechaun och originalförkortningen LEP (Lower Elements Police).

## Gradbeteckning
Gradbeteckningen inom PYSS listas nedan, från lägsta till högsta. Utöver dessa finns också tre regionala befälhavare och sju medlem rådet som har ansvar för hela LEP.
- Menig
- Korpral
- Sergeant
- Warrant Officer
- Löjtnant
- Kapten
- Major
- Befälhavare

## PYSS trafiksektion
PYSS trafiksektion är den avdelning inom PYSS som patrullerar vägar och inspekterar vägbyggen. Sektionens medlemmar är kända för att använda magmacyklar och kryssare för transport. Dessa poliser kallas för hjulgrisar av övriga PYSS(Detta avslöjas i boken De Försvunna Demonerna).De bär en datoriserad dräkt som kan visa alla vanliga trafikskyltar samt åtta rader text. De har därför jämförts med vandrande trafikskyltar. Dräkten programmeras också till bärarens röst så att om bäraren säger något till en förare skrivs detta också ut i text över bärarens bröst. Varje korpral som slutit sig till PYSS måste tjänstgöra en viss tid inom trafiksektionen innan de får tjänstgöra inom en specialiserad sektion som till exempel PYSS.

## Sektion åtta
Sektion åtta är en hemlig enhet inom PYSS med en roll liknande den som innehas av CIA och MI6. Sektion åtta har till uppgift att samla in och analysera uppgifter om demonerna för att därefter vidta lämpliga åtgärder. Deras främsta syfte är kunskapsinsamling, åtgärdande av skador och säkerheten för de demoner som materialiseras från Limbo. Första gången sektion åtta omnämnts var inom den amerikanska militären som en innebörd av "tokig". I boken "Artemis Fowl" säger Holly "Hon är borta, flyttad till sektion åtta för att ha riskerat livet för en människa genom att bekämpa ett troll". Vid tidpunkten för "De försvunna demonerna" är överstelöjtnant Vinyáya rådets ordförande för sektion åtta. Vis samma tidpunkt har Foaly anställts som sektionens tekniska direktör. Holly blir rekryterad som kapten inom organisationen efter att hon lämnat sin egen privatundersökningsbyrå. Vinyáya avslöjar att sektionens ursprungliga grundare är rådets förre ordförande Nan Burdeh som testamenterade sin enorma förmögenhet till sektion åtta. Detta har medfört att sektion åtta kunnat köpa den allra senaste tekniken samt erbjuda "utmärkt övertidsersättning och sjukförsäkring". 
Sektionens namn beror antagligen på att demonerna kallas för "den åttonde familjen av vättefolket".